# 패트릭 더피
패트릭 더피(Patrick Duffy, 1949년 3월 17일 ~ )는 미국의 배우이다.

## 출연 작품
- 호텔 달라스 (2016)
- 유 어게인 (2010)
- 굿바이 베이비 (2007)
- 워크 하드: 듀이 콕스 스토리 (2007)
- 저스티스 리그 (2001)
- 돈 룩 비하인드 유 (1999)
- 쇼킹 패밀리 (1999)
- 동물 농장 특공대 (1998)
- 파이어트랩 (1997)
- 터치드 바이 언 엔젤 (1994)
- 텍사스 (1994)
- 스텝 바이 스텝 (1991)
- 다니엘 스틸 - 위대한 대디 (1991)
- 결혼 전야 (1990)
- 14 고잉 온 30 (1988)
- 비앤비 (1987)
- 이상한 나라의 앨리스 (1985)
- 크라이 포 더 스트레인저스 (1982)
- 히로시마 원폭투하대 (1980)
- 낫츠 랜딩 (1979)
- 달라스 (1978)
- 아틀란티스에서 온 사나이 (1977)
- 사랑의 유람선 (1977)
- 미녀 삼총사 - TV 시리즈 (1976)
- 허리케인 (1974)